# Laurel Thatcher Ulrich

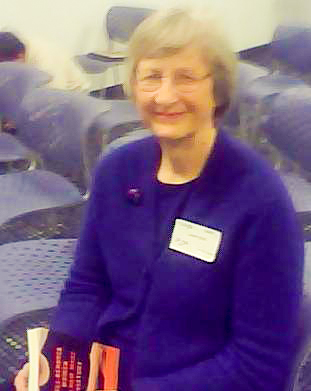
Laurel Thatcher Ulrich (2008)

Laurel Thatcher Ulrich (* 11. Juli 1938 in Idaho) ist eine US-amerikanische feministische Historikerin.

## Leben
Ulrich wuchs in Indiana auf und kam 1960 mit ihrem Ehemann Gael Ulrich nach Massachusetts, wo sie an der University of New Hampshire studierte und dann fünf Kinder großzog. Ab 1995 lehrte sie an der Harvard University.
Für ihr Buch A Midwife’s Tale über eine Hebamme (Martha Ballard, 1734/35–1812) im 18. Jahrhundert in Maine, die ein Tagebuch hinterlassen hatte, erhielt sie den Pulitzer-Preis für Geschichte und einige weitere Preise wie den Bancroft-Preis. Der Titel ihres Buchs Well-behaved women seldom make history, in dem sie anhand einiger Beispiele (Rosa Parks, Christine de Pizan, Elizabeth Cady Stanton, Harriet Tubman, Virginia Woolf) beschreibt, wie Frauen Spuren in der Geschichte hinterließen, spielt auf ein Zitat von ihr an, das in den USA zum geflügelten Wort wurde. Sie ist aktiv als Mormonin und veröffentlichte auch ein Buch über Mormonen-Frauen.

## Auszeichnungen
- 1990 Best Book Award der Society for History of the Early Republic in 1990[1]
- 1990 Best Book Award der Berkshire Conference of Women Historians[1]
- 1990 John H. Dunning Prize und Joan Kelly Memorial Prize der American Historical Association[1]
- 1991 Bancroft Prize for American History[1]
- 1991 Pulitzer Prize für Geschichte in 1991[1]
- 2003 zum Mitglied der American Philosophical Society gewählt[1]
- 2013 Arthur M. Schlesinger Jr. Award

## Schriften
- Well-behaved women seldom make history, Alfred Knopf 2007
- A midwife’s tale: The Life of Martha Ballard based on her diary, 1785–1812, Alfred Knopf 1990
- The Age of Homespun: Objects and Stories in the Creation of an American Myth, Alfred Knopf 2001
- mit Emma Lou Thayne: All God’s Critters Got a Place in the Choir, Aspen Press 1995